# 哲古错
哲古错（藏語：གྲི་གུ་མཚོ，威利转写：gri gu mtsho，THL：Drigu Tso）位于中国西藏自治区山南市措美县境内，地处措美县政府驻地措美镇东北约48公里，喜马拉雅山北麓山间盆地内。湖面海拔4611米，面积56.8平方公里。湖区年均气温4℃，年均降水量300～400毫米。湖水主要靠地表径流补给，以西岸入湖的业久曲为最大，入湖处有三角洲湿地。